# Освајачи олимпијских медаља у скелетону
Као један од најстаријих спортова тог типа скелетон је био два пута у програму Зимских олимпијских игара 1928. и Зимских олимпијских игара 1948. оба пута у Санкт Морицу, да би касније био истиснут од стране популарнијих боба и санкања. На ЗОИ се скелетон вратио на 2002. у Солт Лејк Ситију и од тада је стандардно у програму. Освајачи олимпијских медаља у мушкој и женској конкуренцији приказани су следећим табелама:

## Мушкарци
| Олимпијске игре      |                                  | Резултат |                              | Резултат |                                          | Резултат |
| Санкт Мориц 1928.    | Џенисон Хитон · Сједињене Државе | 3:01.8   | Џон Хитон · Сједињене Државе | 3:02.8   | Дејвид Карнеги · Уједињено Краљевство    | 3:05.1   |
| Санкт Мориц 1948.    | Нино Бибија · Италија            | 5:23.2   | Џон Хитон · Сједињене Државе | 5:24.6   | Џон Крамонд · Уједињено Краљевство       | 5.25.1   |
| Солт Лејк Сити 2002. | Џими Шеа · Сједињене Државе      | 1:41.96  | Мартин Ретл · Аустрија       | 1:42.01  | Грегор Штели · Швајцарска                | 1:42.15  |
| Торино 2006.         | Даф Гибсон · Канада              | 1:55.88  | Џеф Пејн · Канада            | 1:56.14  | Грегор Штели · Швајцарска                | 1:56.80  |
| Ванкувер 2010.       | Џон Монтгомери · Канада          | 3:29,73  | Мартинс Дукурс · Летонија    | 3:29,80  | Александар Третјаков · Русија            | 3:30,75  |
| Сочи 2014. детаљи    | Александар Третјаков · Русија    | 3:44.29  | Мартинс Дукурс · Летонија    | 3:45,10  | Метју Антоан · Сједињене Америчке Државе | 3:47,26  |
| Пјонгчанг 2018.      | Јун Сун-Бин · КОР                | 3.20.55  | Никита Трегубов ОСР          | 3.22.18  | Доминик Парсонс · Уједињено Краљевство   | 3.22.20  |

### Биланс медаља код мушкараца
Стање после ЗОИ 2014.
|    | Држава               | Злато | Сребро | Бронза |    |
| -- | -------------------- | ----- | ------ | ------ | -- |
| 1. | Сједињене Државе     | 2     | 2      | 1      | 5  |
| 2. | Канада               | 2     | 1      | -      | 3  |
| 3. | Русија               | 1     | -      | 1      | 2  |
| 4. | Италија              | 1     | -      | -      | 1  |
| 5. | Летонија             | -     | 2      | -      | 2  |
| 6. | Аустрија             | -     | 1      | -      | 1  |
| 7. | Уједињено Краљевство | -     | -      | 2      | 2  |
| 7. | Швајцарска           | -     | -      | 2      | 2  |
|    | Укупно {8}           | 6     | 6      | 6      | 18 |

## Жене
| Олимпијске игре      |                                      | Резултат |                                              | Резултат |                                     | Резултат |
| Солт Лејк Сити 2002. | Тристан Гејл · Сједињене Државе      | 1:45,11  | Лија Ен Парсли · Сједињене Државе            | 1:45,21  | Алекс Кумбер · Уједињено Краљевство | 1:45,37  |
| Торино 2006.         | Маја Педерсен Бјери · Швајцарска     | 1:59,83  | Шели Рудман · Уједињено Краљевство           | 2:01,06  | Мелиса Холингсворт-Ричардс · Канада | 2:01,41  |
| Ванкувер 2010.       | Ејми Вилијамс · Уједињено Краљевство | 3:35,64  | Керстин Симковјак · Немачка                  | 3:36,20  | Ања Хубер · Немачка                 | 3:36,36  |
| Сочи 2014. детаљи    | Лизи Јарнолд · Уједињено Краљевство  | 3:52.89  | Ноел Пајкус-Пејс · Сједињене Америчке Државе | 3:53.86  | Јелена Никитина · Русија            | 3:54.30  |

### Биланс медаља, жене
|    | Држава               | Злато | Сребро | Бронза | Укупно |
| -- | -------------------- | ----- | ------ | ------ | ------ |
| 1. | Уједињено Краљевство | 2     | 1      | 1      | 4      |
| 2. | Сједињене Државе     | 1     | 2      | -      | 3      |
| 3. | Швајцарска           | 1     | -      | -      | 1      |
| 4. | Немачка              | -     | 1      | 1      | 3      |
| 5. | Канада               | -     | -      | 1      | 1      |
| 5. | Русија               | -     | -      | 1      | 1      |
|    | Укупно (6)           | 4     | 4      | 4      | 12     |